# Fomitopsis cupreorosea
Fomitopsis cupreorosea är en svampart som först beskrevs av Miles Joseph Berkeley, och fick sitt nu gällande namn av J. Carranza & Gilb. 1986. Fomitopsis cupreorosea ingår i släktet Fomitopsis och familjen Fomitopsidaceae.   Inga underarter finns listade i Catalogue of Life.